# Philippe De Backer
Philippe De Backer (ur. 4 grudnia 1978 w Ekeren) – belgijski biotechnolog i polityk, poseł do Parlamentu Europejskiego VII i VIII kadencji, w latach 2016–2018 sekretarz stanu, a od 2018 do 2020 minister w rządzie federalnym.

## Życiorys
Ukończył biotechnologię na Uniwersytecie Gandawskim. W latach 2005–2009 na tej samej uczelni odbył studia doktoranckie.
Zaangażował się w działalność Flamandzkich Liberałów i Demokratów (Open VLD). W trakcie studiów został działaczem organizacji młodzieżowej tej partii (później wybrany na przewodniczącego tej organizacji) i członkiem liberalnego think tanku Liberales. W 2007 objął mandat radnego w Kapellen.
W wyborach w 2009 kandydował do Parlamentu Europejskiego. Mandat europosła VII kadencji uzyskał w 2011, kiedy to Dirk Sterckx zdecydował się zakończyć swoją polityczną aktywność. W PE przystąpił do frakcji Porozumienia Liberałów i Demokratów na rzecz Europy. W 2014 utrzymał mandat na VIII kadencję, gdy z jego objęcia zrezygnował komisarz europejski Karel De Gucht.
W maju 2016 zrezygnował z zasiadania w PE, obejmując stanowisko sekretarza stanu w rządzie Charles’a Michela. W grudniu 2018 awansował na urząd ministra do spraw uproszczenia administracji, agendy cyfrowej, telekomunikacji i poczty. Pozostał na dotychczasowej funkcji rządowej, gdy w październiku 2019 na czele przejściowego gabinetu stanęła Sophie Wilmès, a także w marcu 2020, gdy Sophie Wilmès utworzyła swój drugi rząd. Zakończył urzędowanie w październiku 2020.